# Золото-198
Зо́лото-198 (198Au) - радиоактивный изотоп золота. Он подвергается бета-распаду до стабильных 198Hg с периодом полураспада 2,69464 дня.
Особенности распада 198Au определили значительный интерес к его потенциальному использованию в лучевой терапии для лечения рака. Этот изотоп нашел применение в исследованиях, связанных с ядерным оружием, а также в качестве радиоактивного индикатора в гидрологических исследованиях.

Схема распада от 198Au до 198Hg

## Открытие
198Au, возможно, впервые было обнаружено в 1935 году в группе  Энрико Ферми, хотя в то время оно не было правильно идентифицировано. Этот изотоп был окончательно идентифицирован в 1937 году после нейтронного облучения стабильного 197Au, для него был установлен период полураспада приблизительно 2,7 дня.

## Приложения

### Ядерная медицина
198Au используется для лучевой терапии при некоторых видах лечения рака. Его период полураспада и энергия бета-распада благоприятны для использования в медицине, поскольку диапазон проникновения в ткани 4 мм позволяет ему разрушать опухоли без воздействия радиации на близлежащие здоровые ткани. По этой причине 198Au исследуется в качестве инъекционного средства для лечения рака предстательной железы.

### Отслеживание радиоактивных выбросов
198Au является одним из радиоактивных индикаторов широко используемым для  отслеживания перемещения сточных вод и осаждения, содержащихся в них компонентов.
Внутри установок коксования на нефтеперерабатывающих заводах, 198Au используется для изучения гидродинамического поведения твердых веществ в псевдоожиженных слоях, а также используют для количественной оценки степени загрязнения внутренних частей слоя.

### Ядерное оружие
Золото было предложено в качестве материала для создания солёного ядерного оружия (кобальт – другой, более известный солевой материал). Оболочка из природного 197Au (единственный стабильный изотоп золота), облученная интенсивным потоком нейтронов высокой энергии от взрывающегося термоядерного оружия, преобразуется в радиоактивный изотоп 198Au с периодом полураспада 2,697 дня и производит приблизительно 0,411 МэВ гамма-излучения, значительно повышая радиоактивность радиоактивных осадков в течение нескольких дней. Известно, что такое оружие никогда не создавалось, не тестировалось и не использовалось.